# Sumnja
 Ovo je glavno značenje pojma Sumnja. Za druga značenja pogledajte Sumnja (razdvojba).
Sumnja je mentalno stanje u kojem je um nesiguran između dvije ili više kontradiktornih tvrdnji. Sumnja na emocionalnoj razini je neodlučnost između vjerovanja i nevjerovanja. Može uključivati nesigurnost, nepovjerenje ili nedostatak uvjerenja o određenim činjenicama, postupcima, motivima ili odlukama. Sumnja može rezultirati odgađanjem ili odbijanjem relevantne akcije zbog zabrinutosti za pogreške ili propuštene prilike.
Djelomično ili povremeno negativno potkrepljenje može dovesti do učinkovite klimu straha i sumnje.

## Filozofija
Descartes je koristio kartezijansku sumnju kao eminentno metodološko oruđe u svojim temeljnim filozofskim istraživanjima. Filozofijske grane poput logike ulažu mnogo truda u razlikovanje dvojbenog, vjerojatnog i sigurnog. Velik dio nelogičnosti počiva na sumnjivim pretpostavkama, sumnjivim podacima ili sumnjivim zaključcima, pri čemu retorika, demagogija i obmana igraju svoje uobičajene uloge.

## Teologija
Sumnja kao put prema (dubljem) vjerovanju u središtu je priče o svetom Tomi apostolu. George Hermes u svome teološkom stajalištu kaže: "... polazište i glavno načelo svake znanosti, a time i teologije, nije samo metodička sumnja, nego pozitivna sumnja. Čovjek može vjerovati samo u ono što je percipirao kao istinito iz razumnih razloga, i stoga mora imati hrabrosti nastaviti sumnjati sve dok ne pronađe pouzdanu osnovu da zadovolji razum."
Kršćanski egzistencijalisti poput Sørena Kierkegaarda sugeriraju da bi netko doista vjerovao u Boga također morao sumnjati u svoja uvjerenja o Bogu; sumnja je racionalni dio misli osobe uključen u vaganje dokaza, bez kojega uvjerenje ne bi imalo stvarnu bit. Vjerovanje nije odluka temeljena na dokazima da su, recimo, određena uvjerenja o Bogu istinita ili da je određena osoba vrijedna ljubavi. Nijedan takav dokaz nikada ne bi mogao biti dovoljan da pragmatično opravda potpunu predanost koja je uključena u pravo teološko vjerovanje ili romantičnu ljubav. Vjera ionako uključuje preuzimanje te obveze. Kierkegaard je mislio da vjerovati u isto vrijeme znači sumnjati.

## Znanost
»Sumnjati u sve ili vjerovati u sve, dva su jednako zgodna rješenja; oboje odbacuju nužnost refleksije.«
—Henri Poincaré, „Znanost i hipoteza” (1905.)
Znanstvena metoda redovito kvantificira sumnju i koristi je kako bi utvrdila jesu li potrebna daljnja istraživanja. Isaac Asimov, u svojoj zbirci eseja „Činjenica i fantazija”, opisao je znanost kao sustav za izazivanje i rješavanje inteligentne sumnje.